# アンドリヤ・ゲリッチ
アンドリヤ・ゲリッチ（セルビア語: Андрија Герић、1977年1月24日 - ）は、セルビアの男子バレーボール選手。ノヴィ・サド出身。ポジションはミドルブロッカー。元セルビア代表。

## 来歴
1995年、ナショナルチーム代表に選出され、通算261試合に出場。ユーゴスラビア代表として出場した、1996年アトランタオリンピックで銅メダル、2000年シドニーオリンピックで金メダル獲得に貢献した。また、2004年アテネオリンピックにはセルビア・モンテネグロ代表として、2008年北京オリンピックにはセルビア代表として出場し、4大会連続オリンピック出場を果たした。
2001年ワールドグランドチャンピオンズカップと2003年ワールドカップで、それぞれベストブロッカー賞を受賞、2003年ワールドリーグではベストブロッカー賞とベストサーバー賞をダブル受賞した。
イタリア・セリエAのマチェラータ在籍時に、2002年欧州チャンピオンズリーグ初優勝、2005-2006シーズンにセルビア代表のイヴァン・ミリュコビッチと共にリーグ初優勝を経験。2008年にギリシャリーグのパナシナイコスへ移籍、2009年にセリエAへ復帰した。

## 球歴
ナショナルチーム代表歴
- オリンピック - 1996年（銅メダル）、2000年（金メダル）、2004年（5位）、2008年（5位）
- 世界選手権 - 1998年（銀メダル）
- ワールドカップ - 2003年（銅メダル）
- ワールドグランドチャンピオンズカップ - 2001年（3位）
- ワールドリーグ - 2003年、2005年、2008年、2009年（準優勝）、2002年、2004年（3位）
- 欧州選手権 - 2001年（優勝）、1997年（準優勝）、1999年、2005年、2007年（3位）

クラブチーム優勝歴
- セリエA1 - 2006年
- CEVカップ - 2006年
- 欧州チャンピオンズリーグ - 2002年

## 所属クラブ
- ヴォイヴォディナ・ノヴィサド （1993-1999年）
- ガベカ・モンティキアーリ （1999-2001年）
- ルーベ・マチェラータ （2001-2002年）
- トップ・ラティーナ （2002-2003年）
- ルーベ・マチェラータ （2003-2008年）
- パナシナイコス （2008-2009年）
- トップ・ラティーナ （2009-2010年）
- フェネルバフチェSK（2010-2011年）
- ヴォイヴォディナ・ノヴィサド（2011-2012年）